# Stromtal
Das Naturschutzgebiet Stromtal lag im Landkreis Uckermark in Brandenburg.
Das Gebiet mit der Kenn-Nummer 1479 wurde mit Verordnung vom 30. Juni 1992 unter Naturschutz gestellt. Das rund 611 ha große Naturschutzgebiet erstreckte sich südlich und südwestlich von Güstow, einem Ortsteil der Stadt Prenzlau, entlang des Stroms, eines 55 Kilometer langen Nebenflusses der Ucker. Nordöstlich verläuft die Landesstraße L 25, südöstlich die B 109 und westlich die L 151. Durch das Gebiet hindurch und nordwestlich verläuft die L 15, östlich erstreckt sich der 10,3 km² große Unteruckersee. 2017 ging es in dem größeren Naturschutzgebiet Boitzenburger Tiergarten und Strom auf.